# Liste der Kulturdenkmäler in Allenfeld
In der Liste der Kulturdenkmäler in Allenfeld sind alle Kulturdenkmäler der rheinland-pfälzischen Ortsgemeinde Allenfeld aufgeführt. Grundlage ist die Denkmalliste des Landes Rheinland-Pfalz (Stand: 8. August 2023).

## Einzeldenkmäler
| Bezeichnung | Lage                                   | Baujahr | Beschreibung                                                          | Bild            |
| ----------- | -------------------------------------- | ------- | --------------------------------------------------------------------- | --------------- |
| Wohnhaus    | Brunnenstraße 18 Lage                  | 1833    | Krüppelwalmdachbau, Fachwerk, teilweise verschiefert, bezeichnet 1833 | BW              |
| Wegweiser   | nordöstlich des Ortes an der K 28 Lage | um 1820 | klassizistischer Sandstein-Obelisk, um 1820                           | Fotos hochladen |
| Wegweiser   | östlich des Ortes an der L 238 Lage    | um 1820 | klassizistischer Sandstein-Obelisk, um 1820                           | Fotos hochladen |
| Wegweiser   | östlich des Ortes an der L 238 Lage    | um 1820 | klassizistischer Sandstein-Obelisk, um 1820                           | Fotos hochladen |